# Антон Вилдганс
Антон Вилдганс (17. април 1881 – 3. мај 1932) био је аустријски песник и драмски писац. Четири пута је био номинован за Нобелову награду за књижевност.

## Живот и каријера
Рођен у Бечу, Вилдганс је студирао право на Универзитету у Бечу, од 1900. до 1909. године, а затим је радио као истражни судија од 1909. до 1911. године, пре него што се потпуно посветио писању.
Његова дела, у којима се мешају реализам, неоромантизам и експресионизам, фокусирају се на драму свакодневног живота.
Два пута је био директор бечког Бургтеатра, 1921–1922 и 1930–1931.
Један од његових учитеља био је аустријски јеврејски филозоф Вилхелм Јерусалим. Вилдганс је био ментор писца Алберта Драха.
Вилдганс је умро у Медлингу крај Беча. Вилдгансхоф, стамбени комплекс у 3. бечком округу, назван је по њему.

## Изабрана дела
- "Сиромаштво", драма, 1914
- "Љубав", драма, 1916
- "Дан гнева" (лат. Dies Iræ), драма, 1918
- „Комплетна дела“, 1948. Историјско-критичко издање у 8 томова.